# Concepción de la Vega
Concepción de la Vega ou La Vega, é o terceiro município da República Dominicana pertencente à província de La Vega.
Sua população estimada em 2012 era de 235 698 habitantes.